# Denzel Washington
Denzel Hayes Washington, Jr. (* 28. prosince 1954, Mount Vernon, New York, USA) je americký herec a režisér, dvojnásobný držitel Oscara. Za mnoho svých rolí získal uznání kritiků.

## Životopis

### Dětství
Narodil se v New Yorku. Jeho matka Lennis vlastnila holičství, narodila se v Georgii a vyrůstala v Harlemu. Jeho otec Reverend Denzel Washington, Sr. pracoval ve vodárenské továrně. Když měl Denzel 16 let, jejich manželství se dostalo do krize a on i se sestrou byli posláni do internátní školy, aby nebyli svědky případného rozvodu. Po střední škole šel na University of Oklahoma, ale tam se mu nedařilo, a tak studium ukončil. Titul bakaláře z herectví a žurnalistiky získal na Fordham University. Tam hrál basketball za univerzitní tým. Po promoci šel studovat do San Francisca na hereckou konzervatoř.

### Začátky kariéry
Krátce po absolvování univerzity absolvoval svůj herecký debut v televizním filmu Wilma. Filmový debut v Hollywoodu si odbyl v roce 1981 ve filmu Tmavohnědá kopie. Největší úspěch zaznamenal v televizním seriálu z lékařského prostředí St. Elsewhere, který byl vysílán v letech 1982–1988. Tehdy byl jedním z mála herců, kteří vydrželi ve všech šesti sériích seriálu. V roce 1987 dostal možnost zahrát si ve filmu Volání svobody Richarda Attenborougha postavu Stevea Bikea. Za tuto roli byl nominován na Oscara za nejlepší mužský herecký výkon. Toho získal až o dva roky později za postavu Tripa ve filmu Glory. V tom samém roce zazářil i jako Reuben James For Queen and Country.

### 90. léta
Jednu ze svých nejvýznamnějších rolí odehrál v roce 1992 v životopisném filmu Malcolm X, za který získal další nominaci na Oscara. Díky tomuto filmu se stal jedním z nejuznávanějších herců Hollywoodu. Odmítl hrát několik dalších filmových postav, např. Martina Luthera Kinga, protože nechtěl vystupovat stále ve stejných rolích.
V roce 1993 ztvárnil Joe Millera, právního zástupce Toma Hankse, který hrál nemocného AIDS, ve filmu Philadelphia. Na počátku devadesátých let hrál v dalších thrillerech jako třeba Případ Pelikán s Julií Robertsovou nebo Krvavý příliv s Genem Hackmanem, stejně jako v komediích jako Mnoho povyku pro nic nebo romantických dramatech jako Kazatelova žena.
Během natáčení filmu Virtuozita se odmítl líbat s herečkou Kelly Lynchovou, protože cítil, že bílí muži, kterým byl film především určen, nebudou chtít na plátně vidět černého muže, jak líbá bílou ženu. Podobný problém nastal i s Julií Robertsovou při natáčení Případu Pelíkán. Nicméně v roce 1998 odehrál milostnou scénu s Millou Jovovichovou ve filmu Nejlepší hráč.
V roce 1999 hrál ve filmu Hurikán v ringu o boxerovi Rubinovi Carterovi, který byl odsouzen za trojnásobnou vraždu. Kontroverze okolo tohoto filmu možná způsobily, že nezískal Oscara, nicméně získal Zlatý glóbus a ocenění Stříbrný medvěd na Berlínském filmovém festivalu.

### Po roce 2000
V roce 2001 získal Oscara za roli Alonza Harrise ve filmu Training Day. Washington se tak stal druhým Afroameričanem, který získal Oscara v kategorii nejlepší herec. Prvním byl Sidney Poitier, který zrovna v tentýž večer získal čestného Oscara. Během dalších let se objevil ve filmech jako John Q., Presumpce viny, Manchurianský kandidát, Déjà Vu nebo Americký gangster.
V roce 2005 se po patnácti letech vrátil do divadla. Zahrál si postavu Marca Bruta v Shakespearově hře Julius Caesar na Broadwayi.

### Osobní život
V roce 1983 si vzal herečku Paulettu Pearsonovou, kterou poznal při svém prvním natáčení v televizi. Mají spolu čtyři děti – Johna Davida, Katiu a dvojčata Olivii a Malcolma. V roce 2005 obnovili svůj slib v JAR s arcibiskupem Desmondem Tutu. Washington je křesťan.
Dne 28. prosince 2024 byl v Kellyho chrámu v New Yorku pokřtěn a zároveň obdržel osvědčení ke kazatelské službě.

## Filmografie

### Film
| Rok  | Název                                              | Role                        | Poznámky                 |
| ---- | -------------------------------------------------- | --------------------------- | ------------------------ |
| 1981 | Tmavohnědá kopie                                   | Roger Porter                |                          |
| 1984 | Příběh vojáka                                      | Pfc. Melvin Peterson        |                          |
| 1986 | George McKenna                                     | George McKenna              |                          |
| 1986 | Moc                                                | Arnold Billings             |                          |
| 1987 | Volání svobody                                     | Steve Biko                  |                          |
| 1988 | For Queen and Country                              | Reuben James                |                          |
| 1989 | Quinnův případ                                     | Xavier Quinn                |                          |
| 1989 | Glory                                              | Pvt. Trip                   |                          |
| 1990 | Bílý policajt s černým srdcem / Srdeční potíže     | Napoleon Stone              |                          |
| 1990 | Mý lepší blues                                     | Bleek Gilliam               |                          |
| 1991 | Ricochet: Odražená střela                          | Nick Styles                 |                          |
| 1991 | Mississippi Masala                                 | Demetrius Williams          |                          |
| 1992 | Malcolm X                                          | Malcolm X                   |                          |
| 1992 | Liberators: Fighting on Two Fronts in World War II | Vypravěč                    |                          |
| 1993 | Mnoho povyku pro nic                               | Don Pedro of Aragon         |                          |
| 1993 | Případ Pelikán                                     | Gray Grantham               |                          |
| 1993 | Philadelphia                                       | Joe Miller                  |                          |
| 1995 | Krvavý příliv                                      | velitel Ron Hunter          |                          |
| 1995 | Virtuozita                                         | poručík Parker Barnes       |                          |
| 1995 | Ďábel v modrém                                     | Easy Rawlins                |                          |
| 1996 | Odvaha pod palbou                                  | velitel Nathaniel Serling   |                          |
| 1996 | Kazatelova žena                                    | Dudley                      |                          |
| 1998 | Anděl smrti                                        | detektiv John Hobbes        |                          |
| 1998 | Nejlepší hráč                                      | Jake Shuttlesworth          |                          |
| 1998 | Stav obležení                                      | agent Anthony 'Hub' Hubbard |                          |
| 1999 | Sběratel kostí                                     | Lincoln Rhyme               |                          |
| 1999 | Hurikán v ringu                                    | Rubin "Hurricane" Carter    |                          |
| 2000 | Vzpomínka na Titány                                | Herman Boone                |                          |
| 2001 | Training Day                                       | detektiv Alonzo Harris      |                          |
| 2002 | John Q                                             | John Quincy Archibald       |                          |
| 2002 | Příběh Antwona Fishera                             | Dr. Jerome Davenport        | také režisér a producent |
| 2003 | Presumpce viny                                     | Matthias Lee Whitlock       |                          |
| 2004 | Muž v ohni                                         | John Creasy                 |                          |
| 2004 | Manchurianský kandidát                             | major Ben Marco             |                          |
| 2006 | Spojenec                                           | detektiv Keith Frazier      |                          |
| 2006 | Déjà Vu                                            | agent Doug Carlin           |                          |
| 2007 | Americký gangster                                  | Frank Lucas                 |                          |
| 2007 | Síla slova                                         | Melvin B. Tolson            | také režisér             |
| 2009 | Únos vlaku 123                                     | Walter Garber               |                          |
| 2010 | Kniha přežití                                      | Eli                         | také producent           |
| 2010 | Nezastavitelný                                     | Frank                       |                          |
| 2012 | Nepřítel pod ochranou                              | Tobin Frost                 |                          |
| 2012 | Let                                                | William Whitaker Sr.        |                          |
| 2013 | 2 zbraně                                           | Robert "Bobby" Trench       |                          |
| 2014 | Equalizer                                          | Robert McCal                | také producent           |
| 2016 | Sedm statečných                                    | Sam Chisolm                 |                          |
| 2016 | Ploty                                              | Troy Maxson                 | také režisér a producent |
| 2017 | Roman J. Israel, Esq.                              | Roman J. Israel             |                          |
| 2018 | Equalizer 2                                        | Robert McCal                | také producent           |
| 2020 | Ma Rainey – matka blues                            | –                           | producent                |
| 2021 | Střípky                                            | šerif Joe Deacon            |                          |
| 2021 | The Tragedy of Macbeth                             | Lord Macbeth                |                          |
| 2021 | A Journal for Jordan                               | –                           | také režisér a producent |
| 2023 | Equalizer 3: Poslední kapitola                     | Robert McCall               | také producent           |
| 2024 | Gladiátor II                                       | Macrinus                    | postprodukce             |

### Televize
| Rok       | Název                                           | Role                             | Poznámky                                           |
| --------- | ----------------------------------------------- | -------------------------------- | -------------------------------------------------- |
| 1977      | Wilma                                           | Robert Eldridge                  | televizní film                                     |
| 1979      | Hlas krve                                       | Kirk                             | televizní film                                     |
| 1982–1988 | St. Elsewhere                                   | Dr. Philip Chandler              | 137 dílů                                           |
| 1984      | License to Kill / Povolení vraždit              | Martin Sawyer                    | televizní film                                     |
| 1986      | George McKenna                                  | George McKenna                   | televizní film                                     |
| 1992      | Great Performances                              | Vypravěč                         | díl: „Jammin': Jelly Roll Morton on Broadway“      |
| 1995      | Happily Ever After: Fairy Tales for Every Child | Král Omar (hlas)                 | díl: „Rumpelstiltskin“                             |
| 1997      | Happily Ever After: Fairy Tales for Every Child | Humpty Dumpty Crooked Man (hlas) | díl: „Mother Goose: A Rappin' and Rhymin' Special“ |
| 2013      | The March                                       | Tobin Frost                      | dokument                                           |
| 2016      | Chirurgové                                      | N/A                              | režisér, díl: „The Sound of Silence“               |

### Divadlo
| Rok       | Název                      | Role                      | Poznámky                  |
| --------- | -------------------------- | ------------------------- | ------------------------- |
| 1979      | Coriolanus                 | Románský občan            | Joseph Papp Public Thatre |
| 1981–1983 | A Solider's Play           | Mevin Peterson            | Theatre Four              |
| 1988      | Checkmates                 | Syvester Wiliams          | 46th Street Theatre       |
| 1990      | The Tragedy of Richard III | Richard III               | Joseph Papp Public Thatre |
| 2005      | Julius Caesar              | Marcus Brutus             | Belasco Theatre           |
| 2010      | Ploty                      | Troy Maxson               | Cort Theatre              |
| 2014      | A Raisin in the Sun        | Walter Lee Younger        | Ethel Barrymore Theatre   |
| 2018      | The Iceman Cometh          | Theodore „Hickey“ Hickman | Bernard B. Jacobs Theatre |